# Schweiz herrjuniorlandslag i ishockey
Schweiz herrjuniorlandslag i ishockey (tyska: Schweizer U20-Eishockeynationalmannschaft, italienska: Nazionale Under-20 di hockey su ghiaccio maschile della Svizzera) har som bäst tagit brons i juniorvärldsmästerskapet. Det skedde 1998.

### Fotnoter
1. ↑  ”Championnat du monde des moins de 20 ans 1997/98” (på franska). Hockeyarchives. 30 juli 1998. http://www.passionhockey.com/hockeyarchives/U-20_1998.htm. Läst 26 juli 2015.